# Apriona punctatissima
Apriona punctatissima là một loài bọ cánh cứng trong họ Cerambycidae.